# Barrit Kirke
Barrit Kirke er en kirke lidt nord for Primærrute 23/landsbyen Barrit, vest for Juelsminde. Den stammer sandsynligvis fra 1152 – 1160, og var oprindelig hvid. Kirken har været igennem flere store ombygninger, men det nuværende udseende stammer fra en hovedistandsættelse i 1879, hvor den gamle kirke blev skalmuret med røde sten fra det for længst nedlagte Breth Teglværk. I kapellet står otte kister, alle tilhørende slægten Reedtz som ejede Barritskov.
Sammenholder man tiden for kirkebyggeriet med kirkens placering, er der forhold der er interessante. Området er nemt at forsvare. Bækken og de stejle skrænter afskærmer kirken mod nord, og delvis mod øst og vest. Kirkegårdsdiget har været forholdsvis nemt at forsyne med et palisadehegn. Kirken har med sine tykke mure (enkelte steder op til 2 m) været et sikkert opholdssted for koner og børn.